# クヌッツェン・オフショア・タンカーズ
クヌッツェン・オフショア・タンカーズ（Knutsen Offshore Tankers ASA）は、ノルウェーの海運会社。略称KOT

## 概要
海底油田のプラットフォームから沿岸の石油基地までの原油の輸送を行うシャトル・タンカーの運用で、世界第2位の実績を有する。2009年度現在、北海油田を中心に18隻のタンカーを運用中で、売上高は約210億円。

## 日本郵船の出資
2010年11月26日、日本の日本郵船が第三者割当増資を行い、クヌッツェン・オフショア・タンカーズの持ち株会社と折半出資の体制に移行することが報道された。